# Östringen
Östringen é uma cidade da Alemanha, no distrito de Karlsruhe, na região administrativa de Karlsruhe, estado de Baden-Württemberg.

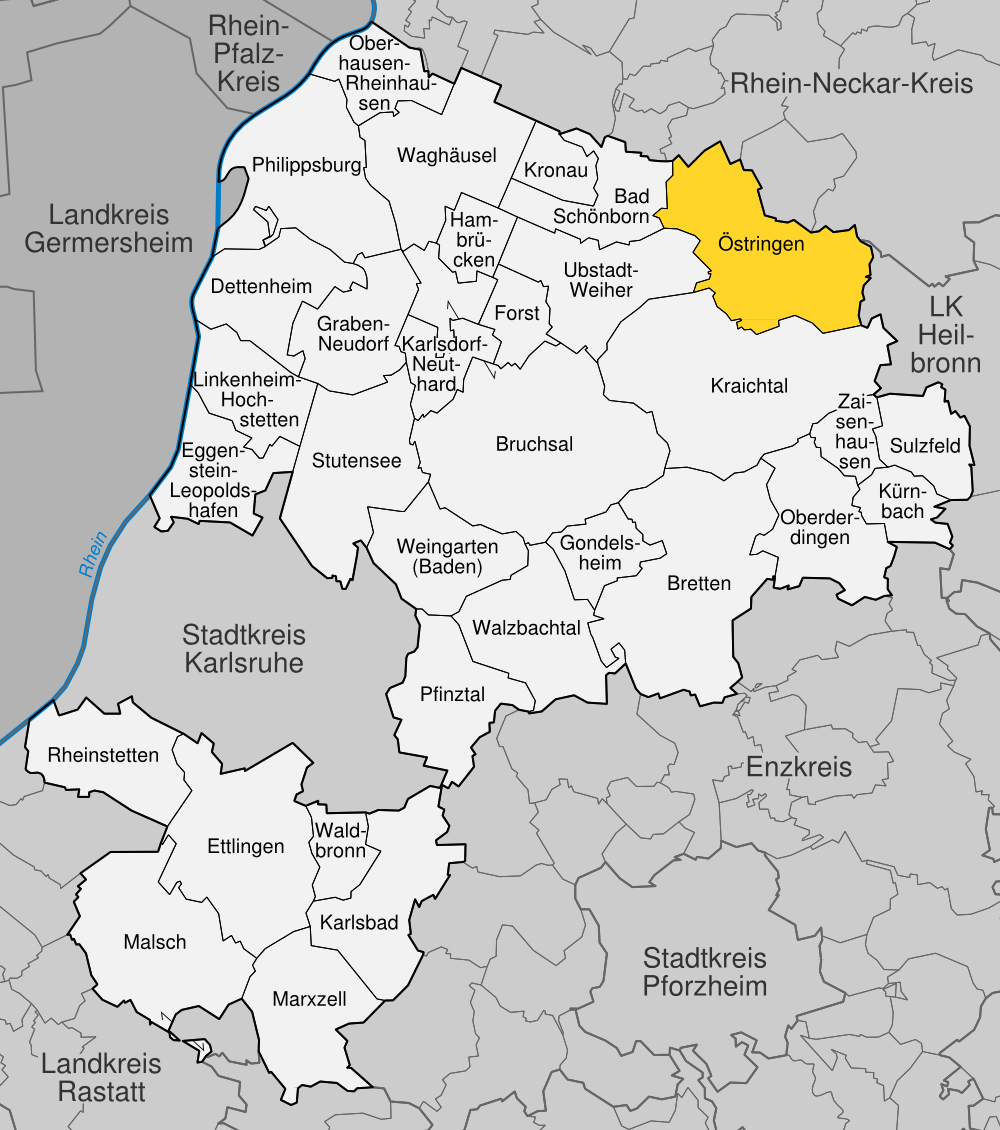
Östringen no distrito de Karlsruhe